# 德扬·达维多瓦茨
德扬·达维多瓦茨（1995年1月17日—），塞尔维亚男子篮球运动员，2015年欧洲U20男子篮球锦标赛金牌得主、2023年国际篮联篮球世界杯银牌得主、2024年夏季奥林匹克运动会男子铜牌得主。